# 플럭서스 뮤직
플럭서스 뮤직 (Fluxus Music)은 대한민국의 연예 기획사 및 음반사이다. 주로 일렉트로니카와 록 계열의 가수들이 소속되어 있다. 2004년에 열린 제1회 한국대중음악상에서는 〈올해의 레이블〉로 뽑혔다.

## 소속 가수
- 러브홀릭스
- 클래지콰이 프로젝트
- 핸섬피플
- 김효연
- 이승열
- W & JAS
- 안녕바다
- 이스턴 사이드 킥
- 이바디
- SAZA최우준
- 스몰오
- 호란
- 꽃잠프로젝트
- From The Airport
- W&Whale
- MYK
- 최재만
- Eian
- 테일러

### 이전 소속 가수
- 지선
- 마이앤트메리
- 어반자카파
- 이승환
- 박기영
- 홍진경
- 윈터플레이
- 알렉스
- 테이